# Mundaneum
Il Mundaneum, aperto al pubblico nel 1918, è un centro d'archivi della Fédération Wallonie-Bruxelles e uno spazio di esposizioni temporanee situato nella città di Mons, nella provincia dell'Hainaut in Belgio. In origine si trovava a Bruxelles. Rivalutato dopo l'esplosione del fenomeno Internet, il Mundaneum è spesso definito “un Google de papier” ("un Google su carta") o come “l'ancêtre génial de Google” ("l'antenato geniale di Google").

## Premesse
Paul Otlet concepì il progetto di una biblioteca universale capace di rispondere a qualsiasi domanda scientifica, collegandosi a una banca dati centralizzata. Otlet aveva capito la necessità di organizzare la documentazione a livello planetario con processi utili di descrizione che permettessero agli studiosi di dominarla di accedervi grazie ai metadati descrittivi: «nessun libro sul tavolo da lavoro; al suo posto uno schermo e un telefono. Tutti i libri e le informazioni stanno laggiù, lontano, in un immenso edificio [...] Da là si fara apparire sullo schermo la pagina da leggere per conoscere la risposta alle domande poste al telefono, con o senza fili.»

## Storia

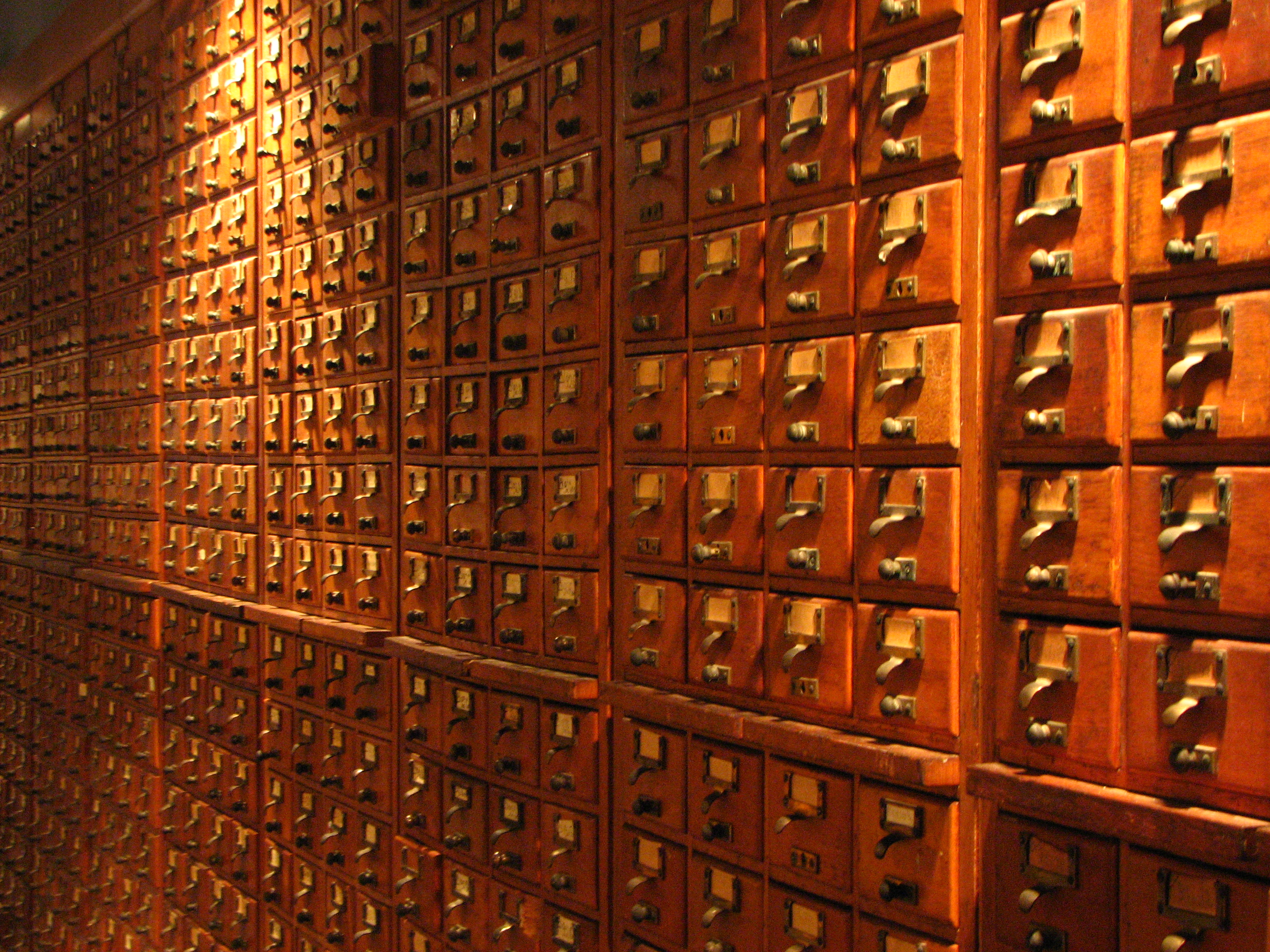
Schedario delle schede catalografiche del Système Bibliographique Universel di Paul Otlet, nel Mundaneum

La collezione conservata oggi al Mundaneum ha la sua origine dalla fine del XIX secolo grazie all'iniziativa di Paul Otlet e Henri La Fontaine. Nel 1920, la collezione era installata nell'ala del Cinquantenaire, a Bruxelles, con lo stesso nome di Mundaneum o Palais Mondial. Occupava un centinaio di sale. L'insediamento del Mundaneum a Bruxelles è stato interrotto nel 1934. Nello stesso periodo, il filosofo e sociologo austriaco Otto Neurath, rifugiato nei Paesi Bassi, dirige all'Aia un Mundaneum Institue in stretto collegamento con Paul Otlet. Ma il progetto non dura a lungo poiché Neurath è costretto ad una fuga in Inghilterra a causa dell'invasione tedesca dei Paesi Bassi.
Il Mundaneum ha come obiettivo quello di riunire nello stesso luogo tutte le conoscenze del mondo in tutte le loro forme (libri, manifesti, giornali di tutto il mondo…) in un gigantesco e innovatore Répertoire Bibliografique Universel (Repertorio Bibliografico Universale), che si può considerare come un precursore di Google all'epoca della carta. Tuttavia, di fronte all'ampiezza della materia, i promotori dovettero limitarsi essenzialmente alla documentazione internazionale. Il Mundaneum possiede fondi e ampie raccolte: il Musée international de la presse (Museo internazionale della stampa), il Répertoire Iconographique Universel (Repertorio Iconografico universale) comprendente manifesti, cartoline postali, lastre di vetro, fotografie. Inoltre comprende il Répertoire Universel de Documentation (Repertorio Universale della Documentation), l'Encyclopedia Universalis Mundaneum (Enciclopedia Universale del Mundaneum). Quest'ultima è composta da una collezione di schemi concettualizzati da Paul Otlet, tra cui la Mondothèque, le carte personali di Henri La Fontaine e di Paul Otlet, le collezioni tematiche relative al femminismo, al pacifismo e all'anarchismo e gli archivi degli “Amis du Palais mondial”. Nell'anno 1980, ci sono state delle negoziazioni tra il Ministro-Presidente del momento, Philippe Moureaux e “Les Amis du Palais Mondial Mundaneum” (ASBL), sotto l'impulso di André Canonne, col fine di trasferire questo patrimonio archivistico al Centre de lecture de la Communauté française (CLPCF).
Oggi, il Mundaneum è riconosciuto come il centro d'archivi della Fédération Wallonie-Bruxelles del Belgio. Si può visitare al centro della città di Mons. Nel 2012, il Mundaneum e Google annunciarono la loro collaborazione in presenza del Primo Ministro belga Elio Di Rupo, con l'obiettivo di mettere in luce il ruolo giocato dai fondatori del Mundaneum, Paul Otlet e Henri La Fontaine, come pionieri del Web e dei motori di ricerca.

## Fondatori
Dietro l'iniziativa del Mundaneum, si ritrovano due personalità: Paul Otlet e Henri La Fontaine. Tutti e due erano convinti che la conoscenza potesse facilitare la pace. Henri La Fontaine, segretario del giurista Edmond Picard, pubblica nel 1889 una bibliografia “Essai de bibliographie de la paix”. La sua collaborazione con la grande opera belga delle Pandectes,  consistente nella raccolta di tutta la giurisprudenza belga, costituisce un aspetto decisivo nella sua carriera. È grazie al giurista Picard che si compie l'incontro con un giovane stagista, Paul Otlet, che, destinato da suo padre Édouard Otlet alla propria successione nel mondo degli affari e delle tranvie, in realtà si scoprì poco attratto da quella prospettiva di vita. Dopo l'adolescenza, infatti, Paul Otlet sognava la letteratura, i libri, le biblioteche e le collezioni. Alla sua mente visionaria si deve anche il concepimento di un altro progetto utopico, portato avanti dal 1910 con lo stesso La Fontaine: si tratta dell'idea, mai realizzata, di una città ideale chiamata Cité Mondiale, il cui obiettivo era di condurre a un'armonia universale per la promozione del progresso.